# Liga FUTVE Futsal 1
La Liga FUTVE Futsal 1 es la máxima categoría del fútbol sala venezolano, dependiente de la Federación Venezolana de Fútbol y la Liga FUTVE.

## Historia
La Liga Superior de Futsal comenzó a disputarse en 2011 y se tornó profesional en 2013. En 2011, se da por inaugurado el Torneo Superior de Futsal en Venezuela, luego de la desaparición de la Primera División Futsal de Venezuela.
Luego de 2019, se anunció un nuevo patrocinante, Givova, además de la inclusión de nuevos equipos a la lista, estos serían Deportivo Vikylandia del estado Bolívar y un naciente club que representaría al estado Lara, siendo elegido entre un draft de 5 equipos que competirían por la plaza. Sin embargo, meses después se anunció la cancelación del evento a inicios del año. Aunado a esto y por la necesidad de un representante nacional para las competiciones internacionales, presentarían un proyecto de competencia con vista a la planificación de la temporada de 2020 en los próximos meses "para que la Liga tenga el reconocimiento a su campeón y la oportunidad de representar al país en las competencias de CONMEBOL". Agradecieron el esfuerzo y la disposición de los seis socios para organizar una campaña competitiva, también a las organizaciones deportivas (Delta Te Quiero, Deportivo Maracay y Lobos de Lara) por su interés en participar en la nueva edición.
Luego de una pausa larga para este deporte en el país debido a problemas económicos y logísticos, procurando la fusión con los equipos de la Liga Nacional de Fútbol Sala para aumentar la competitividad y levantar el deporte en el país, pero no se llegó a ningún acuerdo.
En el año 2021 se anunció la función entre el Torneo superior de Futsal, la federación Venezolana de fútbol y la liga Fútve, y se crea la Liga FUTVE Futsal 1.

## Estructura
La Segunda División está compuesta por una liga única de 12 equipos, dividida en 3 grupos (Capital, Central y Oriental) de 4 equipos, que se juega a ida y vuelta. Al término de la liga regular, el primer y segundo clasificado de cada grupo optará por un puesto en el hexagonal final, que por su parte, realizarán partidos a ida y vuelta, en un todos contra todos, y los 2 con más puntos clasificarán a la final, donde se el que primero gane 3 es el campeón. El Torneo Superior de Futsal y la Federación Venezolana de Fútbol tendrán que tomar una decisión con respecto si ambos clubes ascienden o no. Los equipos filiales no se tienen en cuenta para hexagonal.
En 2017, sufrió cambios muy notorios, pasando de tener 24 equipos a tan solo 8. Después, sufrió una pausa extensa de tres años, donde se reorganizaría y presentaría la competición con 24 equipos nuevamente para 2021.

## Equipos participantes de la Liga FUTVE Futsal 1
Equipos participantes de la Liga FUTVE Futsal 1 2025
| Club                     | Ciudad         | Estadio                                         |
| ------------------------ | -------------- | ----------------------------------------------- |
| Tigers SC                | Guarico        | Gimnasio Adriano Mancini                        |
| Monagas Futsal Club      | Monagas        | Gimnasio Gilberto Roque Morales                 |
| Guerreros de la Montaña  | Trujillo       | Gimnasio Rómulo Ramírez                         |
| Centauros de Caracas     | Caracas        | Parque Naciones Unidas                          |
| A.C.M 97                 | San Cristóbal  | Gimnasio de Fútbol Sala Campeones Mundiales '97 |
| Piratas de la Guaira     | Caracas        | Domo José María Vargas                          |
| Real Esperanza FSC       | Miranda        | Gimnasio UCV                                    |
| Santa Bárbara FSC        | Zulia          | Gimnasio Cubierto de San Juan                   |
| Marineros de Anzoátegui  | Anzoátegui     | Gimnasio Cubierto de las Colinas                |
| Estación ASIS            | La Guaira      | Domo José María Vargas                          |
| Llaneros de Guarico      | Guarico        | Domo Olímpico de San Juan                       |
| Tigres FSC               | Aragua         | Complejo Alfredo Ramón Márquez                  |
| Bambi Futsal Club        | Caracas        | Gimnasio Eduardo Pardo Carrizal                 |
| Club Deportivo Candelero | Miranda        | Parque Miranda                                  |
| Estudiantes de Mérida    | Mérida         | Gimnasio 9 de Octubre                           |
| Bolivar Sport Club       | Ciudad Bolivar | Gimnasio Hermanas González                      |

## Historial
| Año  | N.º | Campeón                           | Subcampeón                    | Ganador Apertura     | Ganador Clausura     | Máximo goleador                              | Goles | Cant. Equipos |
| ---- | --- | --------------------------------- | ----------------------------- | -------------------- | -------------------- | -------------------------------------------- | ----- | ------------- |
| 2011 | 1°  | Deportivo Táchira Futsal Club (1) | Bucaneros de la Guaira        |                      |                      | José Gualdro (Deportivo Táchira Futsal Club) | 27    | 6             |
| 2012 | 2°  | Trujillanos Futsal Club (1)       | Deportivo Táchira Futsal Club |                      |                      | Paolo Sánchez (Trujillanos Futsal Club)      | 22    | 6             |
| 2013 | 3°  | Guerreros del Lago (1)            | Deportivo Táchira Futsal Club |                      |                      | Paolo Sánchez (Guerreros del Lago)           | 20    | 6             |
| 2014 | 4°  | Bucaneros de la Guaira (1)        | Guerreros del Lago            |                      |                      | Rafael Morillo (Caracas Futsal Club)         | 31    | 6             |
| 2015 | 5°  | Guerreros del Lago (2)            | Caracas Futsal Club           |                      |                      | Alfredo Vidal (Marítimo Margarita)           | 15    | 6             |
| 2016 | 6°  | Caracas Futsal Club (1)           | Guerreros del Lago            |                      |                      | Wilmer Cabarcas (Guerreros del Lago)         | 16    | 8             |
| 2017 | 7°  | Caracas Futsal Club (2)           | Trotamundos de Carabobo       |                      |                      | Alfredo Vidal (Caracas Futsal Club)          | 37    | 8             |
| 2018 | 8°  | Bucaneros de la Guaira (2)        | Caracas Futsal Club           |                      |                      | Andrés Terán (Caracas Futsal Club)           | 25    | 6             |
| 2021 | 9°  | Bucaneros de la Guaira (3)        | Centauros de Caracas          |                      |                      | Pedro Yrigoyen (DCN Futsal)                  | 18    | 14            |
| 2022 | 10° | Centauros de Caracas (1)          |                               | Centauros de Caracas | Centauros de Caracas |                                              |       | 14            |
| 2023 | 11° | Centauros de Caracas (2)          |                               | Centauros de Caracas | Centauros de Caracas |                                              |       | 14            |
| 2024 | 12° | Centauros de Caracas (3)          | Monagas Futsal Club           | Centauros de Caracas | Monagas Futsal Club  | José Pérez (Monagas Futsal Club)             | 17    | 16            |

## Palmarés
- Motivado a la fusión de ligas, se acordó unificar todas las estadísticas, récords y campeonatos del futsal profesional: Liga superior de Futsal, Liga FUTVE Futsal 1.
- Un total de 6 clubes han obtenido al menos un título en la era profesional del fútbol sala venezolano.

| Club                                | Títulos | Subtítulos | Años campeón     | Años subcampeón |
| ----------------------------------- | ------- | ---------- | ---------------- | --------------- |
| Centauros de Caracas                | 3       | 1          | 2022, 2023, 2024 | 2021            |
| Bucaneros de la Guaira              | 3       | 1          | 2014, 2018, 2021 | 2011            |
| Caracas Futsal Club                 | 2       | 2          | 2016, 2017       | 2015, 2018      |
| Guerreros del Lago                  | 2       | 2          | 2013, 2015       | 2014, 2016      |
| Deportivo Táchira Futsal Club       | 1       | 2          | 2011             | 2012, 2013      |
| Trujillanos Futsal Club             | 1       | 0          | 2012             |                 |
| Trotamundos de Carabobo Futsal Club | -       | 1          | ----             | 2017            |
| Monagas Futsal Club                 | -       | 1          | ----             | 2024            |